# Ketchup aux champignons

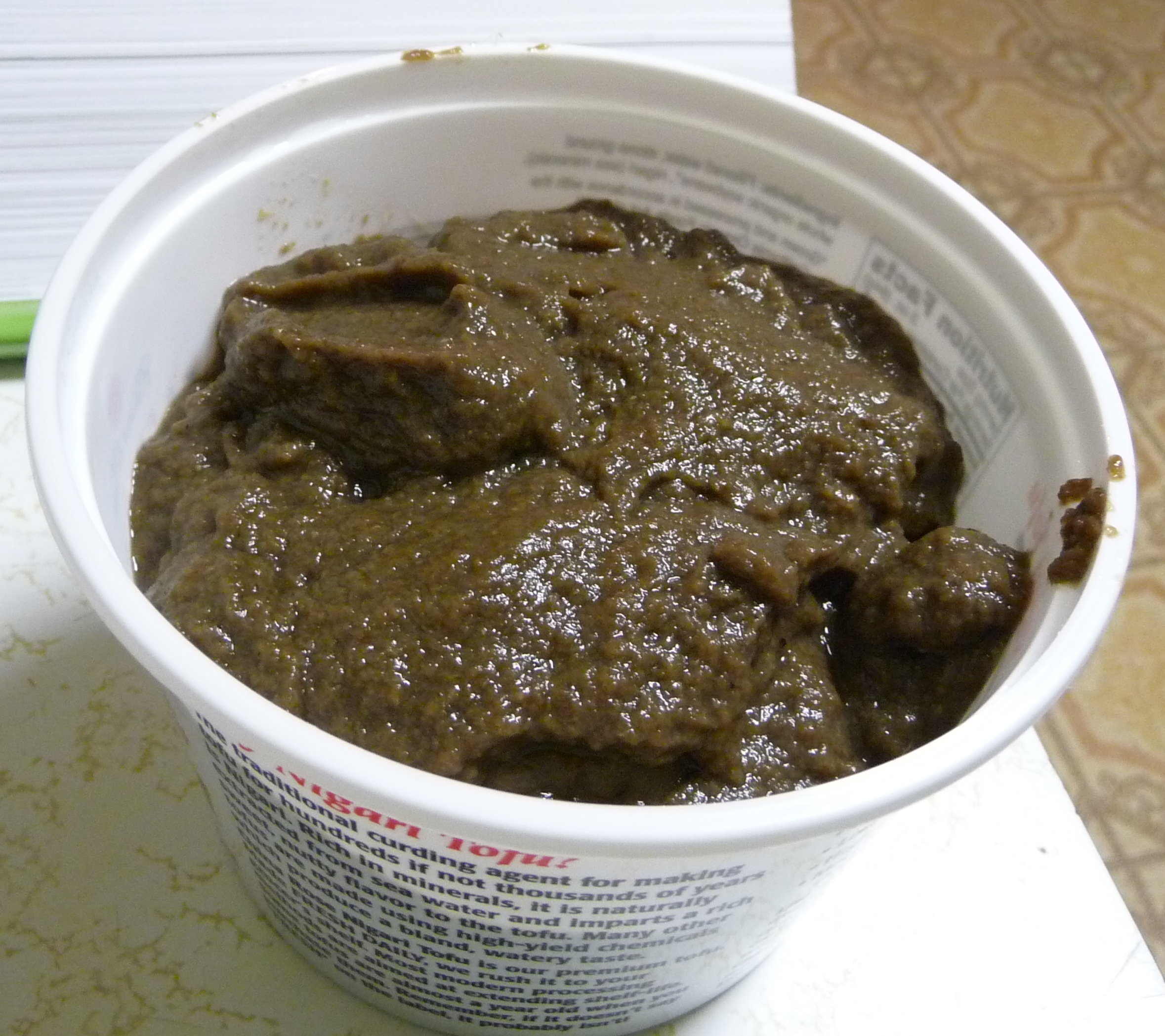
Pot de ketchup aux champignons fait maison.

Le ketchup aux champignons (mushroom ketchup) est un type de ketchup (parfois orthographié « catsup ») qui est constitué principalement de champignons comestibles. À l'origine, au Royaume-Uni, le ketchup était préparé avec des champignons au lieu de tomates, l'ingrédient des préparations contemporaines. Il fallait placer des champignons entiers dans un récipient avec du sel. Ils servaient de condiment mais pouvaient aussi entrer dans la composition d'autres sauces ou condiments. Plusieurs marques de ketchup aux champignons ont été produites et commercialisées au Royaume-Uni. Parmi elles, certaines ont été exportées aux États-Unis. Le ketchup aux champignons de Geo Watkins est toujours produit en masse au début des années 2000.

## Histoire

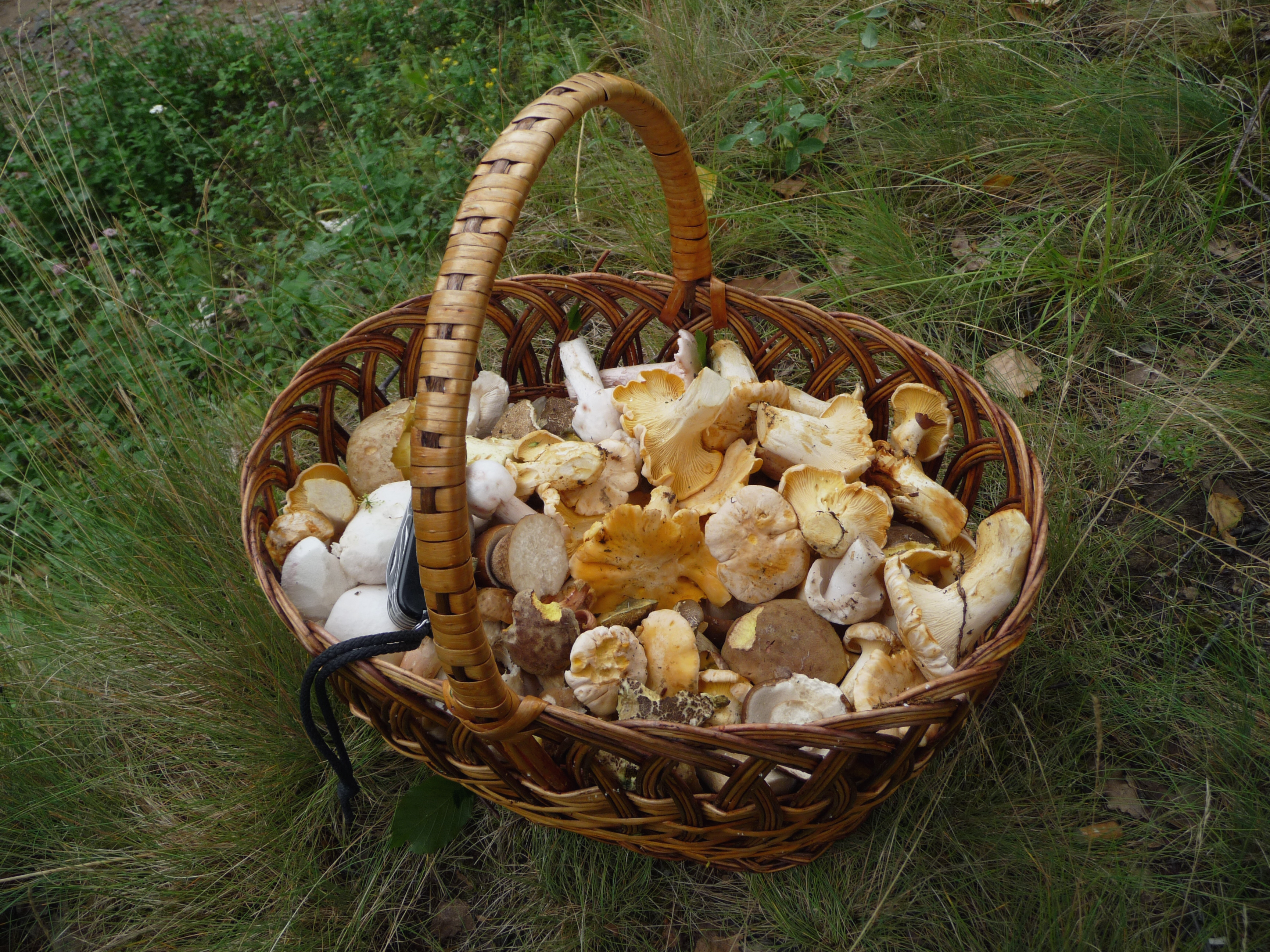
Les champignons comestibles sont le principal ingrédient du ketchup aux champignons.

Au Royaume-Uni, le ketchup était préparé auparavant avec des champignons comestibles,,. Le résultat était parfois appelé mushroom ketchup. De nos jours, l'ingrédient principal du ketchup est la tomate. Le ketchup aux champignons semble être apparu en Grande-Bretagne. Aux États-Unis, les premières traces de ketchup aux champignons remontent au moins à 1770 dans les colonies anglophones d'Amérique du Nord. Un livre de cuisine manuscrit de Charleston, en Caroline du Sud, qui a été écrit en 1770 par Harriott Pinckney Horry, a mentionné l'existence d'un ketchup aux champignons qui utilise deux blancs d'œufs pour clarifier le mélange. Ce manuscrit contenait aussi une recette pour un ketchup aux noix. The English Art of Cookery de Richard Briggs publié pour la première fois en 1788, contenait des recettes pour le ketchup aux champignons et le ketchup aux noix.

### Ingrédients et préparation
Pour préparer du ketchup aux champignons, il faut placer des champignons dans un récipient avec du sel. L'eau contenue dans les champignons devrait s'échapper et s'accumuler dans le récipient. Ensuite, on cuit le tout dans un four jusqu'à ébullition. On finit la recette avec des épices telles que du macis, de la noix de muscade, du poivre noir et on filtre le liquide du résidu solide. Plusieurs espèces de champignons comestibles sont utilisées dans la préparation. Certaines versions incluent du vinaigre. Le produit final a une couleur sombre, due aux spores libérés par les champignons dans la solution. La version issue de l'ouvrage The English Art of Cookery demande d'utiliser des champignons séchés. Cette version emploie aussi du vin rouge dans la préparation et consiste en une réduction au tiers du liquide, avant d'embouteiller le produit terminé.
Le livre British Edible Fungi, publié en 1891, affirme que pour des résultats optimaux, « un mélange de champignons ne devrait pas être utilisé, dans une certaine mesure[…] ». Selon cette source, certaines espèces peuvent très bien être associées dans la préparation d'un ketchup aux champignons, certaines ne le devraient pas et d'autres ne devraient être mélangées à aucune autre. Ce livre inclut aussi la recette d'un « double ketchup » qui consiste à réduire le ketchup aux champignons de moitié, ce qui double sa saveur grâce à l'évaporation de l'eau.
Dans certains cas, durant la fin du XIXe siècle aux États-Unis, du ketchup vendu en ville et étiqueté mushroom ketchup ne contenait en fait pas de champignons. Ces produits ont été décrits comme « facilement repérables » et identifiables au microscope.

### Utilisation
Durant le XIXe siècle, certaines sauces étaient élaborées à partir de ketchup aux champignons, notamment la quin sauce. La quin sauce peut être préparée en mélangeant du ketchup aux champignons ou de noix et des anchois à une autre sauce appelée « essence d'assortiment, », cette dernière étant constituée de vin blanc, de vinaigre, de jus de citron, de champignons séchés, d'ail, d'échalotes, de clous de girofle, de feuilles de laurier, de macis, de noix de muscade, de sel et de poivre.

#### Utilisation dans d'autres condiments
Une recette de camp ketchup datant de 1857 utilisait du ketchup aux champignons comme ingrédients, ainsi que de la bière, du vin blanc, des anchois, de l'échalote, du gingembre, du macis, de la noix de muscade et du poivre noir. Cette recette combinait ces ingrédients et requérait de laisser cette préparation macérer pendant quatorze jours, après lesquels elle était mise en bouteille. Une autre recette de la même année comprenait du ketchup aux champignons, du vinaigre, du ketchup de noix, de l'anchois, du soja, de l'ail, des piments de Cayenne et du sel.

## Dans le commerce

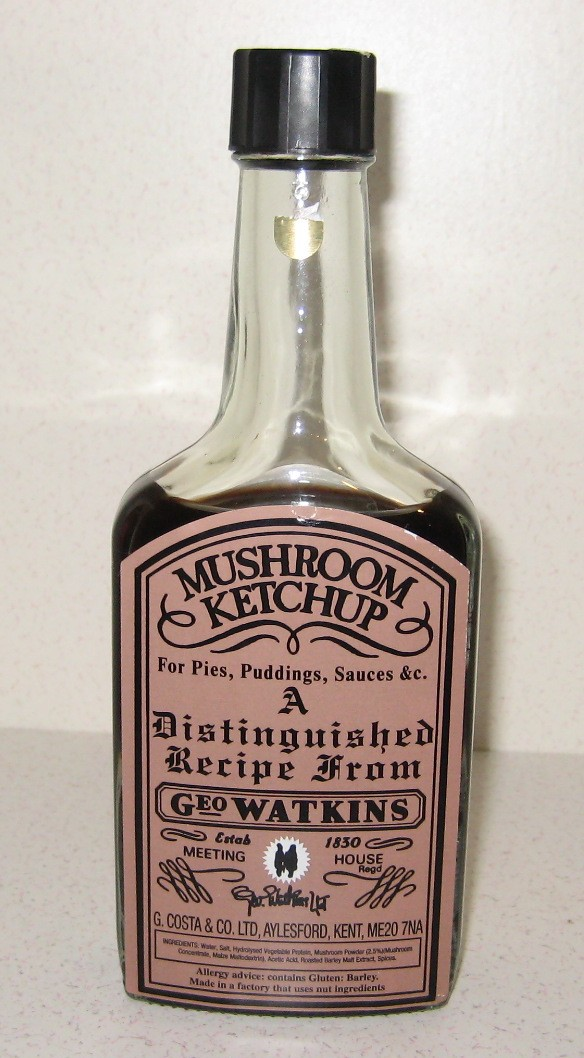
Une bouteille de ketchup aux champignons Geo Watkins.

Plusieurs versions de ketchups aux champignons commerciaux ont été produits au Royaume-Uni ; parmi ces marques, on trouve Crosse and Blackswell's Mushroom Catsup, Morton's Mushroom Ketchup et Geo Watkins Mushroom Ketchup. Certaines de ces firmes ont exporté leurs produits aux États-Unis, ce qui créa une concurrence avec les ketchups manufacturés aux États-Unis par la H. J. Heinz Company.
Le ketchup aux champignons Geo Watkins continue d'être produit aujourd'hui. C'est un condiment produit en masse, et qui reste disponible au Royaume-Uni. La firme a été fondée en 1830,. Le ketchup préparé se présente sous forme liquide et a une couleur brun foncé. De nos jours, les préparations de Geo Watkins utilisent de la poudre de champignon comme ingrédient principal.